# Marea (banda)
Marea es una banda española de rock, formada en Berriozar, Navarra en 1997 por Kutxi Romero. Recogiendo diferentes influencias de la escena del rock urbano, con una apuesta musical basada en cortes enérgicos de rock duro, adhieren letras poéticas escritas por Kutxi Romero, altamente influenciadas por el folclore y la literatura española, con presencia de arcaísmos.[cita requerida]
El lanzamiento de su tercer álbum Besos de perro, supuso la consolidación de la banda, consiguiendo así su primer disco de oro. El mayor éxito comercial lo alcanzó su siguiente álbum, 28.000 puñaladas, el cual alcanzó el reconocimiento de disco de platino. Desde entonces la banda ha mantenido un ritmo de éxito constante alcanzando nuevamente el disco de oro con cada uno del resto de sus lanzamientos de estudio: Las aceras están llenas de piojos, En mi hambre mando yo, El azogue y Los potros del tiempo.

## Biografía
Hacia el invierno de 1997, después de haber formado parte de varias bandas de punk y rock, Kutxi Romero decide formar un grupo propio de rock'n'roll. Para ello llama a Alén Ayerdi, exbatería de Begira que se une al proyecto de Kutxi, pese a estar ocupado con otro. Contacta con Edu Beaumont (El Piñas), al que había conocido un año atrás.[cita requerida]
Piñas no había tocado anteriormente en ningún grupo, pero Kutxi, que era gran amigo suyo, le insiste en formar parte del grupo como bajista. Piñas accede y hace que Kutxi conozca a César Ramallo, que luego sería uno de los guitarristas de Marea. David Díaz (Kolibrí), guitarrista, entra en el grupo como refuerzo para los otros cuatro miembros del grupo.[cita requerida]
En su origen, la banda se llamaba "La Patera", pero al ir a registrar el nombre de su banda para lanzar su primer disco titulado "Marea" se enteraron de que ya existía un grupo llamado "La Patera". Al no poder convencerlos de que les cedieran el nombre, intercambiaron los nombres y la banda pasó a llamarse Marea y el disco La patera.[cita requerida]
Con nombre y disco, Marea inicia una pequeña gira con el grupo sevillano Reincidentes y conoce a bandas como Narco y los Porretas. Seguidamente, tocan con Buitaker, Etsaiak, Soziedad Alkoholika, La Polla y otros muchos grupos.[cita requerida]
Tras problemas con la discográfica internacional RCA, encuentran otra de Pamplona, llamada GOR Discos y empiezan a preparar su segundo disco con nombre Revolcón. [cita requerida]
El día 15 de septiembre de 2000 sale a la calle. GOR hacía campaña mientras Marea vendía su disco por numerosas emisoras de radio. Así logran dar a conocer su segundo disco.[cita requerida]
Tras el éxito en 2001, tienen problemas con la discográfica GOR Discos y buscan otra nueva "casa de discos".[cita requerida]
En febrero de 2002, a las órdenes de Iñaki "Uoho" Antón guitarrista de Extremoduro y Platero y Tú, comienzan a grabar Besos de perro, su tercer disco. Grabar en la casa de Uoho durante dos meses dio resultados óptimos a la grabación.[cita requerida]
Colaboraron: Robe ("Extremoduro") y Fito ("Platero y Tú", y "Fito & Fitipaldis"), Martín Romero, (excantante de Bhatoo, cantante de Bocanada y hermano de Kutxi), Arantza Mendoza y muchos más. El disco salió a la calle el día 22 de abril del 2002. Ese día Marea comenzó una gira de 8 meses en la que hicieron 81 conciertos por toda España.[cita requerida]

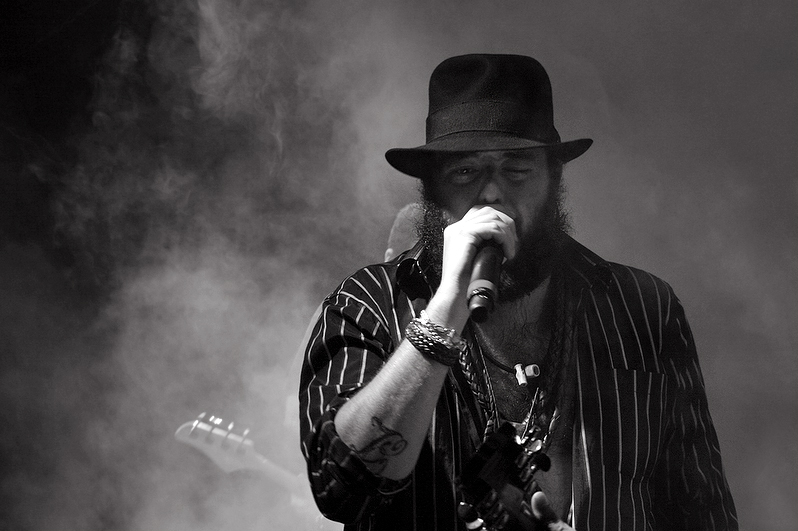
Kutxi Romero durante una actuación de Marea en Uruguay (2007).

Después de 5 años sin descanso se dan cuenta del desgaste y el cansancio que en ellos había provocado todo, así que deciden dar una pausa a su trayectoria como grupo y plantear el futuro de Marea.[cita requerida]
El día 28 de diciembre del 2002 se eligió como último concierto de la gira 2002. Ese día, junto a Silencio Absoluto, Fito Cabrales, Uoho, Alfredo Piedrafita, el Drogas, Martín Romero, Iker Dikers y 800 personas que llenaron la sala Artsaia, se despidieron de los escenarios temporalmente, concierto que decidieron grabar en principio como recuerdo y que se encuentra en su recopilatorio Coces al aire: 1997-2007.[cita requerida]
Deciden montar su propio estudio y empezar a componer canciones para un cuarto disco sin presiones ni normas; en todo el año 2003 compusieron 12 canciones. En octubre de ese año se acaba el disco y el local de ensayo. [cita requerida]
Y el 9 de diciembre del 2003 -con "El Kolibrí" produciendo el disco- y con el apoyo de Aitor Ariño, empezaron a grabar en los Estudios Lorentzo Records de Berriz su cuarto disco: 28.000 puñaladas. [cita requerida]

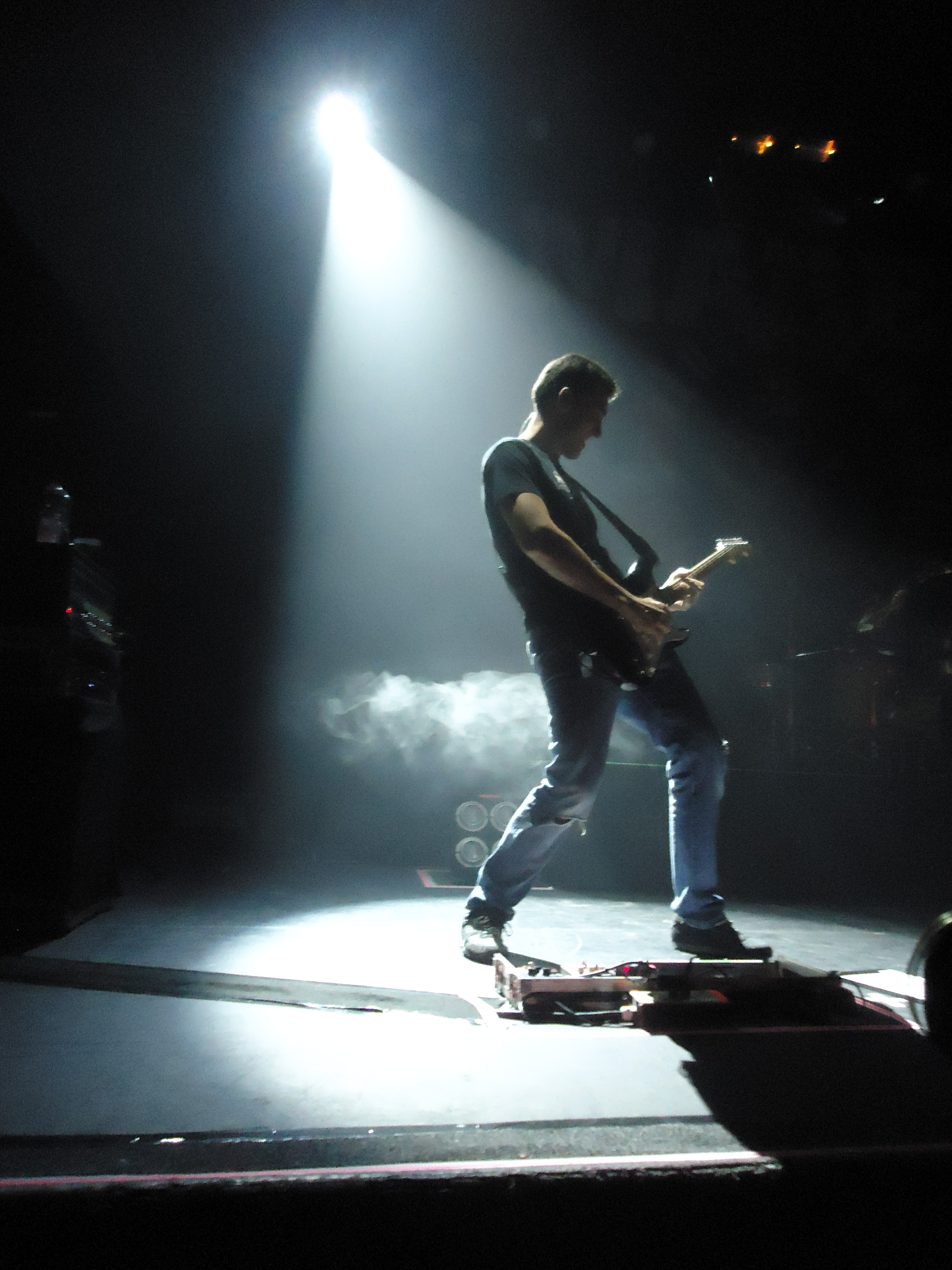
Kolibrí Diaz durante una actuación de Marea en Uruguay en octubre de 2012

Tras una gira, pasando por todos los puntos de España, incluyendo llenos en Madrid (Palacio de Vistalegre, y Plaza de toros de Leganés) y Barcelona (Vall D´Hebron) la banda decide tomarse un descanso. [cita requerida]
En marzo de 2005 deciden retirarse del directo, pero en abril del 2006 mediante un comunicado en su web, Kutxi anuncia la vuelta a los locales de ensayo de la banda.[cita requerida]
Tras varios meses, Marea se vuelve a meter en el estudio de grabación, esta vez en los estudios R-5 que no son sino el local donde ensayan, el sótano de la casa de Alén.[cita requerida]
Su siguiente disco salió a la venta el 24 de abril de 2007 con el nombre de Las aceras están llenas de piojos (con la colaboración de Brigi Duque de Koma para la canción Nana de quebranto, Evaristo de Gatillazo en Mil quilates, Paco Ventura de Medina Azahara en Aceitunero, Luis Mari Moreno "Pirata" de Losdelgás en La hora de las moscas y Rafael Borja de Jatajá en Los mismos clavos) y está acompañado del directo grabado en Vall D´Hebron Barcelona durante la gira 28.000 puñaladas. [cita requerida]
También decidieron ir de gira por Sudamérica, donde se publicó un recopilatorio de los mejores temas bajo el nombre de Secos los pies: 1997-2007". [cita requerida]
Además, el 4 de diciembre de 2007 sale a la venta en España el recopilatorio Coces al aire: 1997-2007 para celebrar sus diez años.[cita requerida]
En plena gira Piojoso Tour, se confirma la vuelta de Marea a tierras sudamericanas a países como Argentina, Chile y Uruguay y el 10 de mayo de 2008 Marea se clausuró su gira del disco Las aceras están llenas de piojos en Pamplona (Navarra).[cita requerida]
Tras terminar la gira, el grupo se toma una etapa de descanso, sin dividirse ni retirarse.[cita requerida]
El 27 de septiembre de 2011 se publicó su nuevo disco, En mi hambre mando yo, que incluye diez temas grabados en los estudios R5 y mezclados por Mike Fraser. Este último trabajo consigue el disco de oro en mayo de 2012.[cita requerida]
A finales de ese año Marea deciden darse un descanso largo. Kutxi anuncia el parón en la web oficial del grupo. Varios componentes de la banda emprenden proyectos propios.[cita requerida]
En 2017 se reúnen en su pueblo natal, Berriozar, para dar un pequeño concierto de agradecimiento por haber bautizado una plaza con el nombre del grupo.
Después de siete años, a comienzos de 2019, el grupo anuncia su reunión, y la publicación de un nuevo disco, titulado El Azogue, para el 12 de abril. Trabajo que viene precedido por el sencillo y videoclip de adelanto «En las encías», con la colaboración del exboxeador Poli Díaz.
A partir de mayo de 2019 Marea inicia la gira Libres Tour y tras la presentación del álbum Los potros del tiempo en 2022 (que alcanza la certificación de Disco de Oro en ventas, que les fue entregado por Fito Cabrales) comunican su próxima gira, Sin Riendas 

## Componentes
- Kutxi Romero: voz y letras
- Eduardo Beaumont Piñas: bajo y voz (ocasionalmente).
- César Ramallo: guitarra
- David Díaz Kolibrí: guitarras eléctrica y acústica
- Alén Ayerdi: batería y coros

## Discografía

### Álbumes de estudio
- 1999 - La patera
- 2000 - Revolcón
- 2002 - Besos de perro
- 2004 - 28.000 puñaladas
- 2007 - Las aceras están llenas de piojos
- 2011 - En mi hambre mando yo
- 2019 - El azogue
- 2022 - Los potros del tiempo
- 2024 - La patera. Edición 25 Aniversario

### En directo
- 2008 - Las putas más viejas del mundo

### Recopilatorios
- 2007 - Secos los pies: 1997-2007 (editado únicamente en Hispanoamérica)
- 2007 - Coces al aire: 1997-2007
- 2008 - Jauría de perros verdes (Rarezas)